# 케라틴

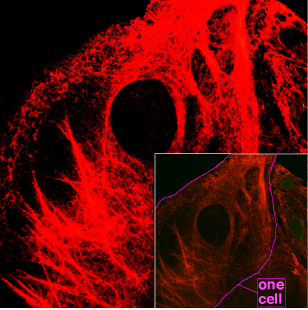
세포 속의 케라틴 조직

케라틴(keratin)은 동물의 여러 조직에서 주요 구성을 이루는 단백질이다. 대개 점성과 탄성이 매우 높고, 물에 쉽게 녹지 않는다. 따라서 다른 단백질 구성체들에 비해 단단하다고 표현하지만, 모든 케라틴이 물리적으로 단단한 구조체라는 뜻은 아니며 단백질이기 때문에 광물로 이루어지지는 않는다.
두삭동물, 양서류에서 포유류까지 이르는 동물에게서 발견된다. 특이하게도 곤충에서는 케라틴이 없는 것으로 알려져 있다. 곤충에는 기능상 이와 비슷한 조직으로 키틴이 있으나 구조와 구성 성분이 전혀 다르다.
우리가 흔히 보는 케라틴은 머리카락과 같은 체모, 동물의 뿔, 그리고 손톱, 발톱 등인데, 이러한 케라틴은 보통 이황화 결합에 의해 물리적으로 단단한 결합물을 만든다.
하지만 이러한 세포외 케라틴과 구분되는 세포내 케라틴이 존재한다. 세포내 케라틴은 세포외 케라틴보다 단단하지 않으며, 세포 내에서 점성과 탄성을 통한 구조 지지체의 역할을 하고 있다. 인간의 몸에는 현재까지 약 50여 종류의 케라틴이 존재하는 것으로 보고되었으나, 서열 상의 차이 이외에는 이토록 많은 케라틴이 왜 필요하며 각각의 케라틴이 갖는 기능 또는 성질이 무엇인지는 아직까지 밝혀지지 않았다. 케라틴은 동물의 세포 내에서 중간섬유를 만드는 중간섬유 단백질의 일원이며, 특히 피부 등과 같은 표피세포에서는 각질섬유를 만드는 중요 구성 단백질이다. 케라틴은 서열의 특성에 따라, 타입 1 케라틴(산성 케라틴)과 타입 2 케라틴(염기성 케라틴)으로 나뉘는데, 중간 섬유로 기능하기 위해서는 타입 1 케라틴과 타입 2 케라틴이 1:1로 결합하여 섬유 형태의 구조물을 형성하여야 한다.
케라틴 유전자가 결손인 경우 해당 케라틴을 정상적으로 발현하여야 하는 조직이 약해지는 유전병들이 여러 차례 보고되었다. 대표적인 사례로 모발구조이상 등이 있다.

## 같이 보기
- 데스모솜
- 손발톱